# Vladimir Cebotari
Vladimir Cebotari (n. 7 noiembrie 1980, Sadaclia, Basarabeasca) este un jurist și politician din Republica Moldova. În perioada 30 iulie 2015 – 21 decembrie 2017 a fost  Ministru al Justiției al Republicii Moldova în Guvernul Streleț.  În perioada iunie 2013 – aprilie 2015 a fost viceministru al Transporturilor și Infrastructurii Drumurilor al Republicii Moldova, și mai apoi director general al întreprinderii de stat „Calea Ferată din Moldova” (aprilie–iulie 2015).

## Biografie
Vladimir Cebotari s-a născut pe 7 noiembrie 1980, în satul Sadaclia, raionul Basarabeasca, RSS Moldovenească, URSS.

### Studii
Între anii 1987-1996 a urmat școala medie de cultură generală comuna Chiperceni, raionul Orhei, iar în 1996-1998 a învățat la școala medie de cultură generală nr. 2 din Orhei. În 1998 susține bacalaureatul la Liceul Teoretic Român-Francez „Gheorghe Asachi” din Chișinău și este admis ca student al Facultății de Drept, Specialitatea Drept Economic a Universității Libere Internaționale din Moldova, pe care o absolvește în 2003. 
Cursuri de instruire:
- 2004  -  Tehnici de apărare a clienților în litigiile judiciare, condus de William Hunt și Gillian More (lectori ai National Institute for Trial Advocacy of United States of America) cu suportul American Bar Association – Central European and Euroasian Law Initiative,
- 2006  - Dreptul Englez pentru Avocați Internaționali, Euromoney Legal Training, Praga, Cehia,
- 2011 - Executive Master of Business Administration, Newport University, S.U.A. (clase susținute la Chișinău, Republica Moldova),
- 2012 - MSc Air Transport Management, London City Universityhttps[3], Londra, Regatul Unit al Marii Britanii și Irlandei de Nord (nefinalizate).
- 2022 - MSc Executive Global Master in Management London School of Economics and Political Science, Londra, Regatul Unit al Marii Britanii si Irlandei de Nord.

## Activitate profesională
În perioada 2003-2005 a activat în calitate de consilier juridic (avocat în dosare civile și comerciale) în cadrul Biroului Asociat de Avocați „Solomon”, în Chișinău. În august 2005–noiembrie 2005 a fost consultant principal în Direcția informativ-analitică a Aparatului Președintelui Republicii Moldova. Din 2006 până în 2011 a exercitat funcțiile de secretar al consiliului de administrare a Î.S.C.A. „Air Moldova” și director al Departamentului Juridic (la aceeași întreprindere). În septembrie 2008-septembrie 2009 a fost consilier al Directorului general al Agenției Transporturi în materie de transport aerian și de coordonare a proiectelor Agenției Transporturi, de prioritate națională. Între 2008-2010 a fost președinte al Consiliului de administrare a S.A. „Gara Nord”.
Din decembrie 2011 până în iunie 2013 Cebotari a fost director la Autoritatea Aeronautică Civilă a Republicii Moldova. În perioada anuarie 2014 - iulie 2014 a fost președinte al consiliului de administrare al Î.S. „MoldATSA”.
În aprilie 2015–iulie 2015 a fost director general al întreprinderii de stat „Calea Ferată din Moldova”.

## Activitate politică
Din iunie 2013 până în aprilie 2015 a exercitat funcția de viceministru al Transporturilor și Infrastructurii Drumurilor. Din 30 iulie 2015 până pe 20 decembrie 2017 a exercitat funcția de Ministru al Justiției al Republicii Moldova în Guvernul Streleț. A fost înaintat la funcția de ministru din partea Partidului Democrat din Moldova. În aprilie 2017, a fost ales în funcția de vicepreședinte al Partidului Democrat din Moldova. 
La alegerile parlamentare din 24 februarie 2019 a fost ales deputat (în circumscripția națională) În Parlamentul Republicii Moldova.
Pe 19 septembrie 2019 Parlamantul a votat ridicarea imunității parlamentare a deputatului Vladimir Cebotari, în urma solicitării procurorului general interimar, Dumitru Robu, acesta invocând că „Vladimir Cebotari, în perioada anului 2013, în interesul unui grup criminal organizat, a contribuit direct la privatizarea Aeroportului Internațional Chișinău, de către o organizație afiliată acestui grup criminal”. Imunitatea parlamentară a fost ridicată în ziua în care Vladimir Cebotari urma să se înscrie în cursa electorală pentru fotoliul de primar al mun. Chișinău.
La 01 iulie 2021, procuratura generală a anunțat că  Vladimir Cebotari a fost scos de sub urmărire penală în dosarul concesionării Aeroportului Internațional Chișinău (AIC), concluzionând că "Vladimir Cebotari a acționat în limitele atribuțiilor legal acordate, prin urmare, fapta acestuia nu întrunește elementele infracțiunii imputate". 
Pe 19 februarie 2020 Vladimir Cebotari împreună cu un grup de deputați DPM au plecat din fracțiunea democraților și au părăsit partidul. Pe 20 februarie 2020 aceștea au anunțat în cadrul unui breafing de presă despre constituirea grupului parlamentar Pro Moldova.

## Viață personală
Vladimir Cebotari este căsătorit și are doi copii. Cunoaște limbile: română (nativă), rusa (fluent), engleza (fluent), franceza (mediu).